# Point Loma

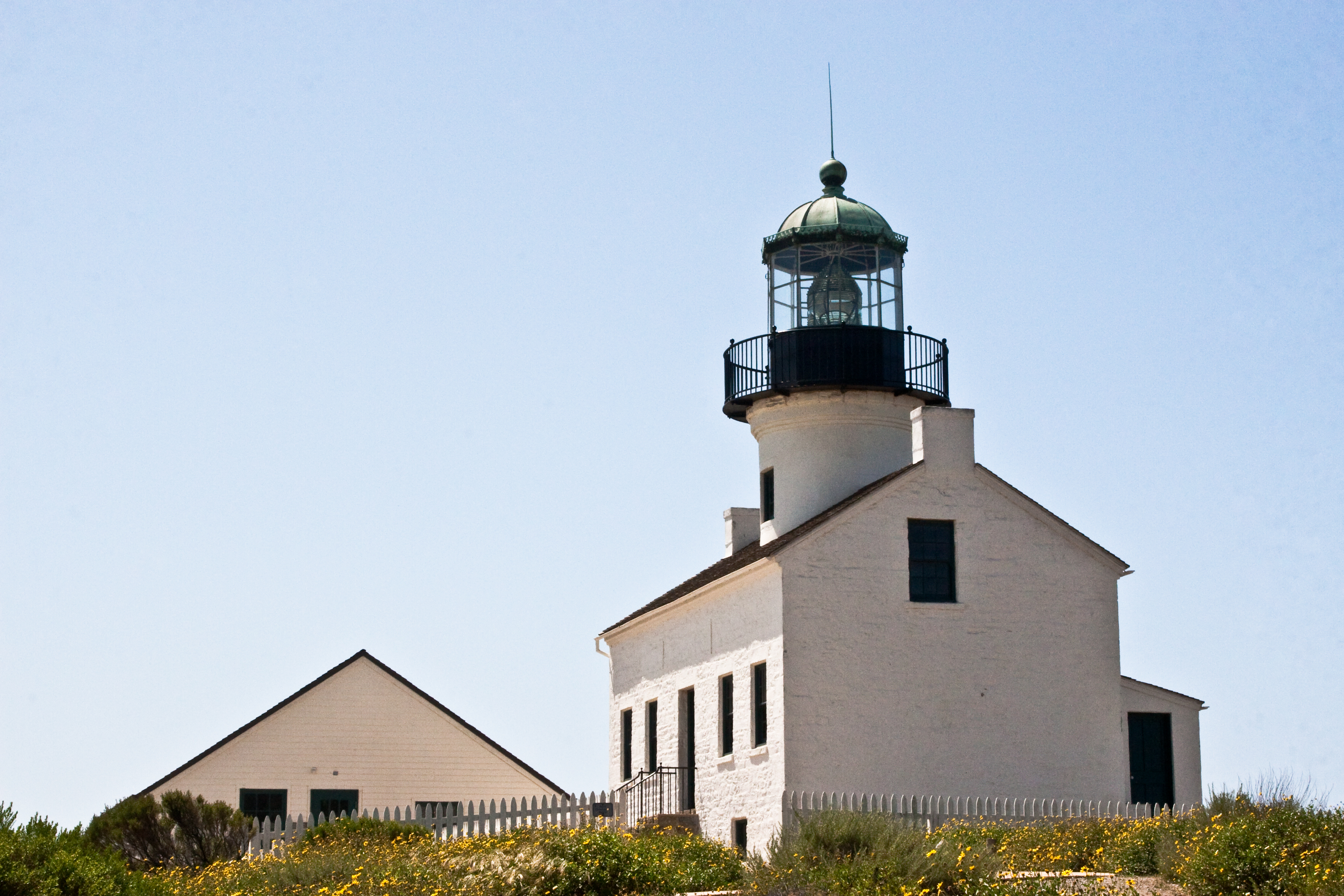
A világítótorony

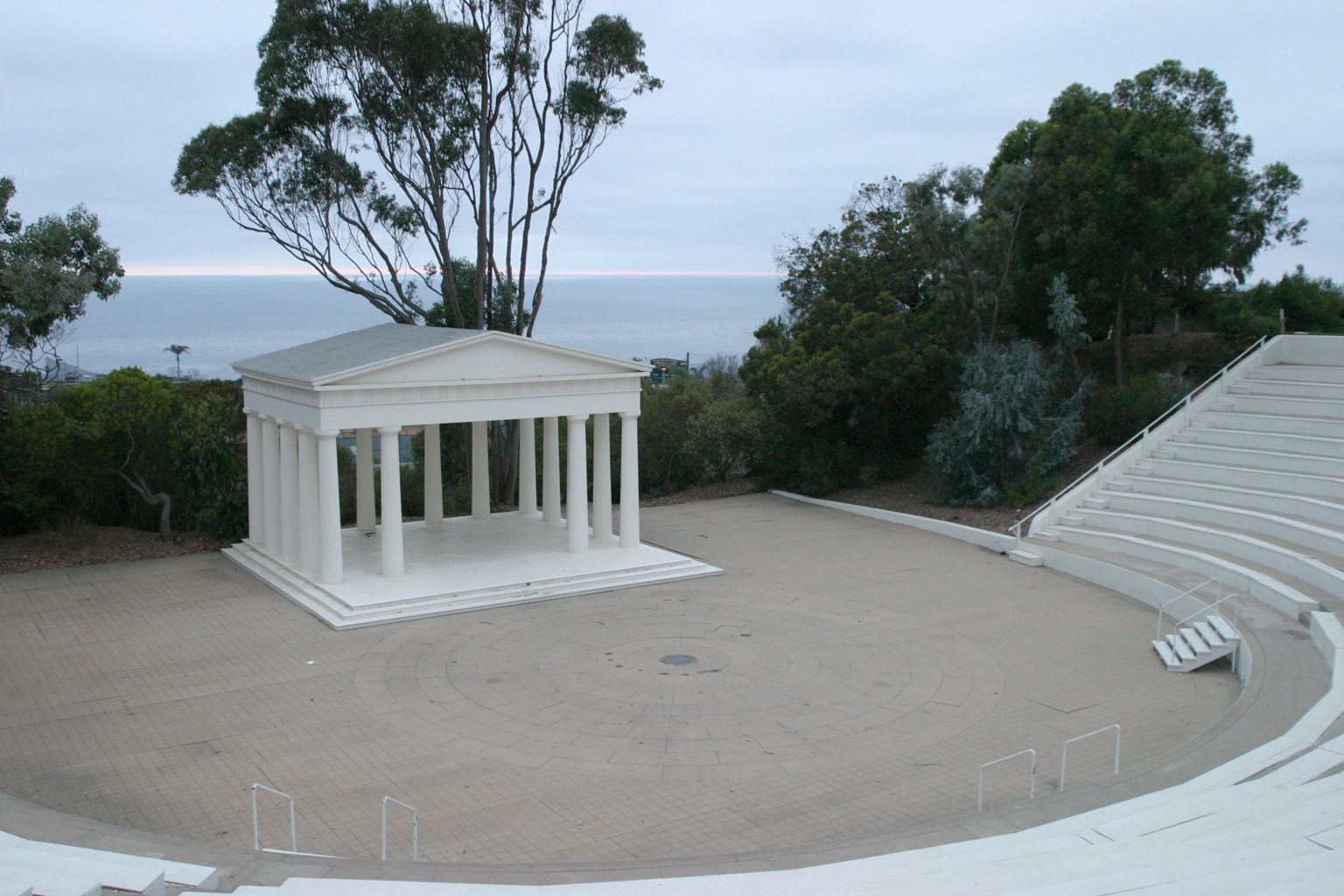
A Teozófiai Társaság által 1901-ben épített görög színház

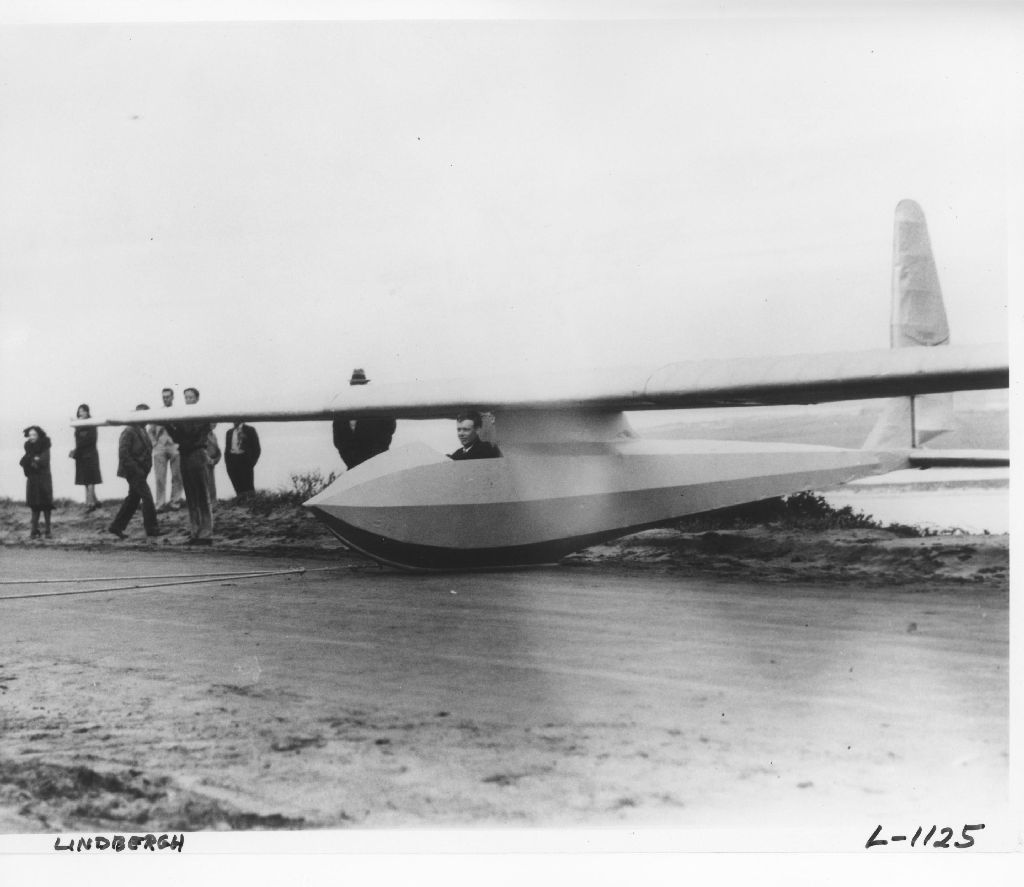
Charles Lindbergh felszálláshoz készül a Bowlus "Model A" gépével 1930. január 19-én Point Lomában

Point Loma község San Diego városban, Kalifornia államban, az Amerikai Egyesült Államokban. Északról a San Diego folyó, keletről a San Diego-öböl, délről és nyugatról a Csendes-óceán által határolt hegyes félszigeten fekszik. Úgyis szokták nevezni, hogy a „hely, ahol Kalifornia kezdődik.”

## Története
Loma spanyol kifejezés, jelentése hegy. A félsziget eredeti neve La Punta de la Loma de San Diego volt, ami azt jelenti San Diego Hegy Pontja. Ez angolosodott és egyszerűsödött Point Lomára.

## Híres személyek
- Itt hunyt el Daniël de Lange holland zeneszerző 1918. január 31-én.